# Freies Spiel der Kräfte
Das freie Spiel der Kräfte ist ein – gelegentlich auch normativ und ideologisch verwendetes – Konzept zur Erklärung von Ordnungen und gerichteten Entwicklungen, das verstärkt seit dem 18. Jahrhundert vor allem in der Wirtschafts- und Staatstheorie Bedeutung gewonnen hat, aber auch in der Ästhetik, Naturphilosophie, Geschichtsphilosophie und Pädagogik. Es wendet sich implizit gegen Modelle einer zentralen Steuerung und Koordination und schreibt vielfach der offenen, dezentralen und spontanen Selbstorganisation einzelner Bewegungen, Impulse und Handlungen die Bildung zuträglicher Strukturen und Resultate zu.
So wurde es etwa zum Schlagwort des Liberalismus bzw. der Anhänger der freien, das heißt insbesondere von staatlichen Eingriffen „verschonten“ Marktwirtschaft. Wilhelm von Humboldt setzt in seiner früher staatstheoretischen Schrift Ideen zu einem Versuch, die Gränzen der Wirksamkeit des Staats zu bestimmen, das freie Spiel der Kräfte der Macht des Staates entgegen. (WvH, Werke in fünf Bänden, Bd. 1, S. 72)
Der Begriff ist des Weiteren auch schon früh für die Erklärung ästhetischer Phänomene fruchtbar gemacht worden, etwa in Kants Konzept der ästhetischen Erfahrung, bei der sich Sinnlichkeit und Verstand im „freien Spiel“ und ohne dass das eine Vermögen das andere dominiert harmonieren und so ein spezifisches Wohlgefallen am schönen Gegenstand erzeugt wird. Auch Kants Produktionsästhetik, seine Lehre vom Genie, enthält als grundlegendes Moment das freie, aber gleichzeitig zweckmäßige Zusammenspiel von Einbildungskraft und Verstand.
Darüber hinaus findet er Verwendung in der Pädagogik („Selbstentfaltung“ statt „Abrichtung“), der romantischen Naturphilosophie (etwa beim frühen Schelling) aber später auch der Evolutionstheorie („survival of the fittest“).